# Jean-Guillaume Béatrix
Jean-Guillaume Béatrix (* 24. März 1988 in Saint Priest) ist ein ehemaliger französischer Biathlet.
Jean-Guillaume Béatrix lebt in Autrans und zum Training in Andrevière. Der verheiratete Student startete für US Autrans und wurde von Thierry Dusserre trainiert. Seit 2003 betreibt er Biathlon und gehört seit 2005 zum Nationalkader Frankreichs. Béatrix war schon als Juniorensportler sehr erfolgreich. Seit 2005 lief er im Biathlon-Europacup der Junioren. Seinen Einstand gab er in Windischgarsten, wo er noch 56. im Sprint wurde. Schon bei seinem dritten Rennen, einem Einzel in Ridnaun, wurde er Zweiter. Höhepunkt der Saison wurden die Junioren-Europameisterschaften in Langdorf. Béatrix konnte sich in seinen Einzelrennen zwar nicht unter den besten 20 platzieren, gewann aber an der Seite von Alexis Bœuf, Arnaud Langel und Vincent Jay die Bronzemedaille mit der Staffel. Sehr erfolgreich verliefen für den Franzosen die Junioren-Weltmeisterschaften 2007 in Martell. Wurde er im Sprint noch 20., lief er im Verfolger auf den siebten Platz und gewann sowohl im Einzel hinter Łukasz Szczurek und Pawel Magasejew die Bronzemedaille, wie auch im Staffelrennen mit Martin Fourcade und Yann Guigonnet. Noch erfolgreicher wurde die Junioren-WM des folgenden Jahres in Ruhpolding. Im Einzel konnte Béatrix hier den Titel gewinnen, wurde Achter im Sprint, Vierter der Verfolgung und Fünfter mit der Staffel. Fünf Mal konnte er im Junioren-Europacup aufs Podium laufen, gewann jedoch nie. Bei den Skiroller-Wettbewerben der Junioren-Weltmeisterschaften im Sommerbiathlon in Haute-Maurienne gewann der Franzose Bronze im Sprint, wurde Sechster der Verfolgung und gewann mit der Staffel die Silbermedaille.
Sein erstes Rennen im Biathlon-Weltcup bestritt Béatrix gegen Ende der Saison 2007/08 am Holmenkollen in Oslo als Sprint-77. Seit der folgenden Saison tritt der Franzose regelmäßig im Weltcup an und wurde bei einem Einzel in Östersund zu Saisonbeginn 87. In den folgenden Rennen konnte er sich ständig verbessern und gewann schon in seinem vierten Rennen als 25. bei einem Sprintrennen in Hochfilzen seine ersten Weltcuppunkte. In Hochfilzen konnte er in einem Sprintrennen 2012 mit einem mit Simon Schempp geteilten Rang vier seine erste Top-Ten-Platzierung und damit seine bislang bestes Resultat erreichen.
Auch national ist Béatrix erfolgreich. 2009 gewann er den Titel mit der Mixed-Staffel. Bei den Französischen Meisterschaften 2010 gewann Béatrix den Titel im Supersprint und mit der Mixed-Staffel.
Bei den Olympischen Winterspielen 2014 in Sotschi gewann er die Bronzemedaille in der Verfolgung.
In der Saison 2015/16 gelang ihm im Massenstart von Pokljuka sein erster Weltcupsieg.
Zum Ende der Saison 2017/18 beendete er seine Karriere als Profisportler.

## Biathlon-Weltcup-Platzierungen
Die Tabelle zeigt alle Platzierungen (je nach Austragungsjahr einschließlich Olympische Spiele und Weltmeisterschaften).
- 1.–3. Platz: Anzahl der Podiumsplatzierungen
- Top 10: Anzahl der Platzierungen unter den ersten zehn (einschließlich Podium)
- Punkteränge: Anzahl der Platzierungen innerhalb der Punkteränge (einschließlich Podium und Top 10)
- Starts: Anzahl gelaufener Rennen in der jeweiligen Disziplin
- Staffel: inklusive Mixed- und Single-Mixed-Staffeln

| Platzierung              | Einzel | Sprint | Verfolgung | Massenstart | Staffel | Gesamt |
| ------------------------ | ------ | ------ | ---------- | ----------- | ------- | ------ |
| 1. Platz                 |        |        |            | 1           | 5       | 6      |
| 2. Platz                 |        |        | 1          |             | 5       | 6      |
| 3. Platz                 |        | 1      |            |             | 5       | 6      |
| Top 10                   |        | 6      | 6          | 8           | 25      | 45     |
| Punkteränge              | 9      | 43     | 30         | 16          | 25      | 123    |
| Starts                   | 16     | 55     | 36         | 16          | 25      | 148    |
| Stand: 20. Dezember 2015 |        |        |            |             |         |        |

Weltcupsiege in Einzelrennen
| Nr. | Datum         | Ort      | Disziplin   |
| --- | ------------- | -------- | ----------- |
| 1.  | 20. Dez. 2015 | Pokljuka | Massenstart |